# Anemia luetzelburgii
Anemia luetzelburgii är en ormbunkeart som beskrevs av Eduard Rosenstock. Anemia luetzelburgii ingår i släktet Anemia och familjen Anemiaceae. Inga underarter finns listade.